# Pompilio Maria Pirrotti
Pompilio Maria Pirrotti, al secolo Domenico Michele Giovan Battista Pirrotti (o Pirrotta) (Montecalvo, 29 settembre 1710 – Campi, 15 luglio 1766), è stato un religioso italiano, appartenente all'ordine delle scuole pie. È venerato come santo dalla Chiesa cattolica.

## Biografia
Era figlio del nobile Girolamo Pirrotti e di Orsola Bozzuti.
Il 30 settembre ricevette il battesimo nella chiesa collegiata dell'Assunta di Montecalvo Irpino (provincia di Avellino, arcidiocesi di Benevento); gli vennero dati i nomi di Domenico, Michele, Giovan Battista.
Entrato diciottenne nell'Ordine delle scuole pie, fondato da San Giuseppe Calasanzio nel 1617, assunse il nome di Pompilio Maria, in ricordo del fratello morto in seminario.
Docente, sacerdote, predicatore popolare e di esercizi spirituali, non sempre venne compreso da superiori e autorità; girò per varie regioni d'Italia, producendo un vasto epistolario confidenziale e di direzione spirituale.
Il 2 febbraio 1727 vestì l'abito religioso degli Scolopi nel Noviziato di S. Maria di Caravaggio in Napoli e alla fine del primo anno di noviziato, ottenuta la dispensa del secondo anno di prova, il 25 marzo 1728 fece la professione solenne in Brindisi con i voti di povertà, castità, obbedienza e quello di istruire la gioventù secondo la Regola dell'Ordine, cambiando nel contempo il nome in Pompilio Maria.

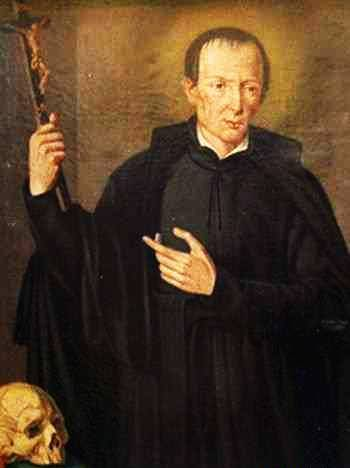
Ritratto di San Pompilio Pirrotti

Da Napoli fu poi inviato a Chieti per continuare gli studi di filosofia, ma ammalatosi e nella speranza che il cambio di clima avrebbe potuto giovargli, fu trasferito a Melfi, dove proseguì con successo gli studi sacri e profani. Nel 1733, con la fama di teologo e non ancora sacerdote, andò a Turi, dando inizio all'insegnamento delle lettere e a quello di educatore della gioventù.
Rientrato nel Regno di Napoli, insegnò a Ortona e poi a Lanciano nel Seminario, e poi nel Collegio degli Scolopi, introducendo il culto mariano della "Mamma bella". Predicò anche a Pescara, e si recò a Napoli dal passo di Palena.
Infine fu assegnato alla Casa scolopica di Campi Salentina, in qualità di Superiore e di Maestro dei Novizi. Durante la carestia distribuiva "fettoline di pane" ai poverelli.
Propagatore della devozione al Sacro Cuore di Gesù (ne scrisse la prima novena in Italia), all'eucaristia e alla Beata Vergine Maria, che chiamava "Mamma Bella", diffuse la pia pratica della Via Crucis.
È detto anche "martire del confessionale", dal quale venne tratto quasi esanime. Pompilio morì il 15 luglio 1766 nella città salentina.

## Culto
Fu beatificato nella Basilica di San Pietro da papa Leone XIII il 26 gennaio 1890. Lo stesso pontefice ne scrisse l'inno ufficiale in latino.
Il 19 marzo 1934 papa Pio XI lo ha canonizzato. La sua memoria liturgica cade il 15 luglio, giorno della morte.
Le sue spoglie sono conservate in Puglia, nella chiesa dello Spirito Santo, ora santuario di San Pompilio Maria Pirrotti a Campi Salentina in provincia di Lecce. Nel biennio 2004-2005 si celebrarono i festeggiamenti per il settantesimo anniversario della canonizzazione, con convegni e manifestazioni, ivi compresa la traslazione delle reliquie al paese irpino.
Il 2 luglio 2006, in un parco della città di Campi, gli venne dedicato un monumento: la figura del santo che dona il pane a due bambini poveri. Il 2010, terzo centenario dalla nascita, fu indicato come anno pompiliano. Per l'occasione, nel mese di agosto, le spoglie mortali del santo furono momentaneamente trasportate nel suo paese natale.
Il 1º gennaio 2009 fu indetto l'anno di preparazione al Giubileo Pompiliano con una celebrazione eucaristica presieduta dal vescovo Cosmo Francesco Ruppi, arcivescovo metropolita di Lecce. Il 1º gennaio 2010 fu ufficialmente aperto l'anno giubilare a ricordo del terzo centenario della nascita del Santo scolopio. La solenne celebrazione di apertura fu presieduta dal cardinale Salvatore De Giorgi. In ricordo del Giubileo Pompiliano papa Benedetto XVI, tramite il Segretario di Stato Tarcisio Bertone, fece giungere la sua preghiera e partecipazione con un messaggio.
A Montecalvo Irpino, paese natale di San Pompilio, il Giubileo Pompiliano si iniziò invece il 29 settembre 2009, e il rito fu presieduto da mons. Serafino Sprovieri, arcivescovo emerito di Benevento, mentre la chiusura ufficiale avvenne il 29 settembre 2010 con la partecipazione del cardinale José Saraiva Martins.

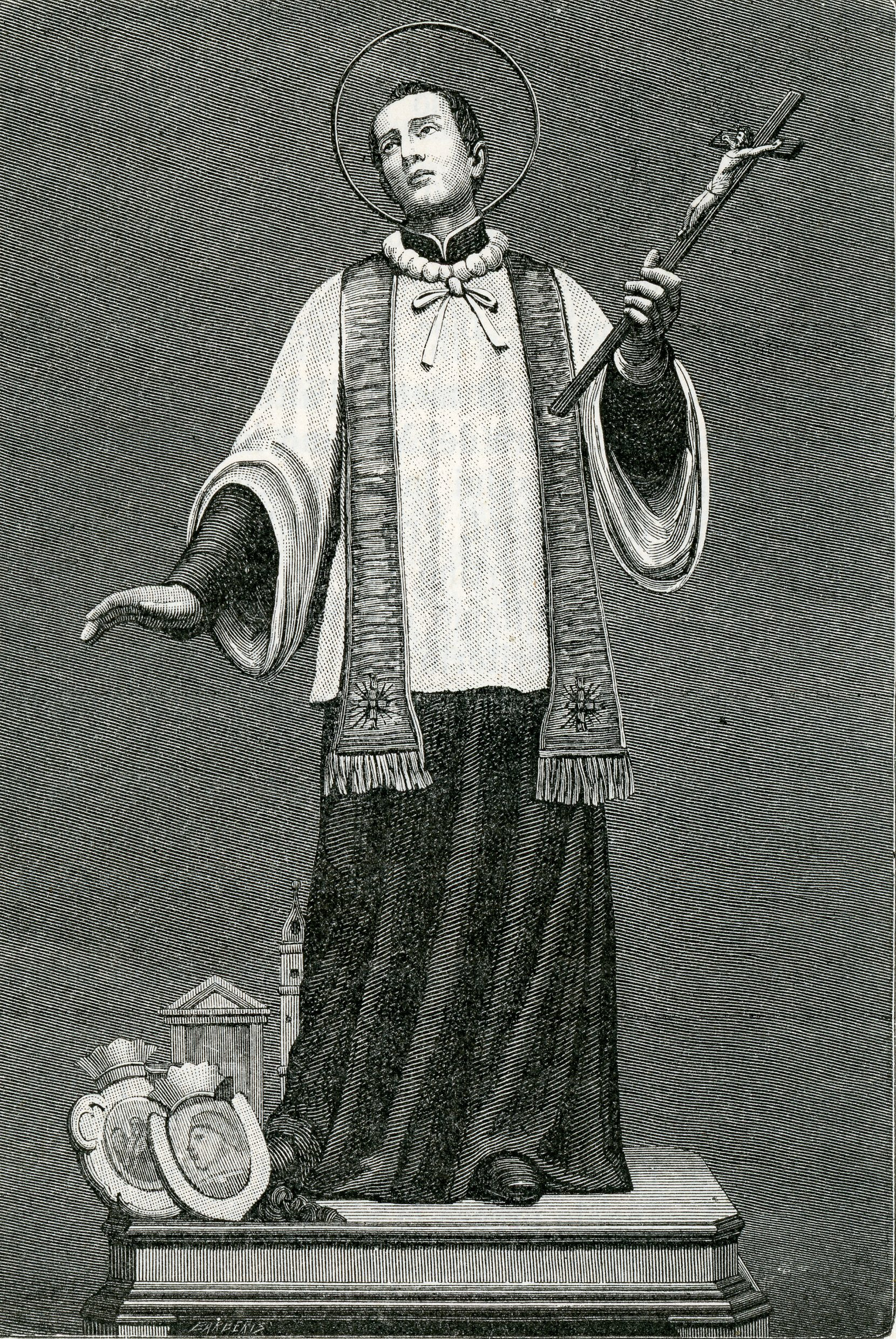
Il beato Pompilio Maria Pirrotti da Montecalvo Irpino (xilografia di Barberis 1898).